# Rode Legerstraat

Locatie van de Rode Legerstraat

De Rode Legerstraat (Russisch: Пролив Красной Армии; Proliv Krasnoj Armii) is een zeestraat tussen de Karazee in het westen en de Laptevzee in het oosten, binnen de Russische archipel Noordland. De zeestraat scheidt het eiland Oktoberrevolutie in het zuiden van het eiland Pionier in het noordwesten en het eiland Komsomolets in het noorden. De zeestraat is vernoemd naar het Rode Leger.
De zeestraat heeft een lengte van ongeveer 110 kilometer en varieert in breedte tussen de 10 en 18 kilometer. De diepte is maximaal 460 meter. Gedurende het grootste deel van het jaar is de straat bevroren en in sommige jaren blijft ze het hele jaar bevroren. In het centrale deel wordt ze aan noordwestzijde begrensd door de Straat Joeny. In het westelijke deel bevinden zich de bochten Bazovaja, Mostovaja en Pjatnistaja en in het centrale deel ligt de Sovjetskajabocht.
De kusten zijn bergachtig en steil. De belangrijkste kapen zijn Obryvisty, Posledni en Joenost op Komsomolets, Ozjidani en Korennoj op Pionier en Gvardejtsev, Goristy, Tsjoelok, Ozjidani, Nizki, Ledjanoj, Grjada, Goesiny Nos, Medvezji, Stary, Oktjabrski, Sovjetski, Serp en Molot op Oktoberrevolutie. In de zeestraat liggen onder andere de eilanden Matsjtovy, Kasjtanki, Vysoki, Otkryty, de Izvestnjakovye-eilanden en Kommoenar. Aan het zuidwestelijke uiteinde ligt de Sedov-archipel. Verschillende rivieren, waaronder de Obryvistaja, Bolsjaja, Klykovaj en de Sbitaja lopen uit op de straat.